# Музей „Гугенхайм“ (Билбао)
Музей „Гугенхайм“ в Билбао (на испански: Museo Guggenheim Bilbao) е художествен музей, разположен в гр. Билбао, Баска автономна област, Испания.
Скулптурните инсталации в музея са дело на художници със световна слава – Ричард Сера, Аниш Капур, Луиз Буржоа и др.

## Разположение
Районът, в който е разположен притежава добри връзки с центъра на града и старинния квартал и на практика е транспортен възел към културни и административни сгради като общината, Баския университет и Музея за изящни изкуства. Пред входа на музея има голям площад, улесняващ пешеходния трафик между „Гугенхайм“ и Музея за изящни изкуства, както и между старинния квартал и река Нервион. Покрай площада са подредени магазини и офис сгради, до които може да се стигне и от вътрешността на музея, който по този начин се превръща във важна част от бизнес живота в града.

## История
Проектиран е от архитекта Франк Гери. Близкото сътрудничество между баските власти и фондацията „Соломон Р. Гугенхайм“ превръща музея в основна част от обновлението, променило целия град. Архитектура му го превръща в сграда с уникални размери. Простира се на около 24 000 м², от които 11 000 м² са посветени на изложбена площ, което го прави почти двойно по-голям от сродния му в Ню Йорк. Баските власти са изразходвали 100 милиона долара за построяване на сградата и са създали фонд за придобивки.
Основата е положена с построяването на музей Соломон Гугенхайм през 1939 г. в Ню Йорк, към който по-късно се присъединяват музеят Пеги Гугенхайм във Венеция, музеят Дойче Гугенхайм в Берлин и уникалният музей Гугенхайм - Билбао, който е възникнал като пристанище за рибарски лодки. През 1993 година, Франк Гери получава работата по проектирането на Гугенхайм, а през 1997, шедьовърът от титаний е отворен за посетители и градът на баските започва да трупа активи от новата си придобивка.

## Галерия
- Гугенхайм Билбао
- Гугенхайм Билбао
- Гугенхайм Билбао
- Музей Гугенхайм, Билбао, юли 2010
- Билбао – Куче от Джеф Кунс
- Живопис от Иняки Креспо
- Музей Гугенхайм, Билбао, юли 2010
- Музей Гугенхайм през нощта
- Музей Гугенхайм отзад